# Rondania fasciata
Rondania fasciata är en tvåvingeart som först beskrevs av Macquart 1834.  Rondania fasciata ingår i släktet Rondania och familjen parasitflugor. Arten är reproducerande i Sverige. Inga underarter finns listade i Catalogue of Life.